# Stora Sarven
Stora Sarven är en sjö i Hallsbergs kommun i Närke och ingår i Nyköpingsåns huvudavrinningsområde. Sjön har en area på 0,321 kvadratkilometer och ligger 137,2 meter över havet.

## Delavrinningsområde
Stora Sarven ingår i det delavrinningsområde (654416-147378) som SMHI kallar för Inloppet i Sottern. Medelhöjden är 100 meter över havet och ytan är 45,86 kvadratkilometer. Räknas de 4 avrinningsområdena uppströms in blir den ackumulerade arean 184,87 kvadratkilometer. Avrinningsområdets utflöde Nyköpingsån (Skräddartorpsån) mynnar i havet. Avrinningsområdet består mestadels av skog (61 procent) och jordbruk (18 procent). Avrinningsområdet har 0,62 kvadratkilometer vattenytor vilket ger det en sjöprocent på 1,3 procent. Bebyggelsen i området täcker en yta av 0,8 kvadratkilometer eller 2 procent av avrinningsområdet.